# Скандал (сезон 4)
Премьера четвертого сезона драматического сериала «Скандал» состоялась 25 сентября 2014 года на американском телеканале ABC; заключительная серия сезона вышла в эфир 14 мая 2015 года. Сезон состоял из 22 эпизодов. Шонда Раймс продолжила быть шоураннером сериала; производством сезона занималось ABC Studios совместно с ShondaLand Production Company и The Mark Gordon Company. Четвертый сезон сериала стал выходить в эфир по четвергам в 21.00; время показа сдвинулось на час раньше, по сравнению с предыдущими сезонами, чтобы освободить место для трансляции нового драматического сериала производства студии Шонды Раймс под названием «Как избежать наказания за убийство».
В четвертом сезоне в центре сюжета, по-прежнему, остается работа сотрудников антикризисной фирмы «Оливия Поуп и партнеры» и деятельность обитателей Белого дома. Основной актерский состав четвертого сезона сериала «Скандал» включает в себя девять персонажей; все исполнители этих ролей снимались в предыдущем сезоне, а шесть актеров остаются в основном касте сериала с первого сезона. Также стало известно, что актер Коламбус Шорт, исполнявший одну из основных ролей в сериале, покинул шоу. 7 мая 2015 года сериал был продлён на пятый сезон.

## Сюжет
Оливия Поуп вместе с Джейком Баллардом возвращается в Вашингтон, чтобы организовать похороны Гаррисона Райта и обнаруживает, что Эбби теперь работает пресс-секретарем Белого дома, Гек устроился в сервисный центр электроники, а Куинн единственная, кто посещает офис. Оливия утверждает, что вернулась только для организации похорон, но прежняя жизнь не хочет отпускать ее — дочь президента необходимо вытащить из щекотливой ситуации, клиенты обращаются за помощью, а старые противники не потеряли бдительности.
Фиц и Мелли тяжело переживают потерю сына, каждый по-своему. Мелли — в глубокой депрессии, она прекращает всякую светскую жизнь и лелеет свое горе. Фиц уходит с головой в работу. Роуэн чувствует в Джейке соперника и, чтобы устранить его, находит способ подставить Балларда, представив его убийцей сына в глазах президента Гранта. Однако вскоре Оливия находит способ доказать невиновность Джейка и посадить в тюрьму настоящего убийцу — охранника президента и сотрудника тайной секретной организации В613 Тома Ларкина.
Сайрус встречает нового спутника по имени Майкл, однако, вскоре выясняется, что его подослали к главе аппарата Белого дома, чтобы следить за Бином. Майкл регулярно передает секретную информацию сенатору от республиканской партии Элизабет Норт. К ней же ведут ниточки другого дела, в ходе расследования которого команда Оливии выясняет, что за самой Поуп ведется тщательная слежка.
Мелли постепенно выходит из депрессии, возвращается в строй и даже возобновляет сексуальную связь со своим давним поклонником — действующим вице-президентом Эндрю Николсом. После встречи с женой бывшего президента США Купера, она понимает, что сама в будущем хочет занять пост главы государства, ищет и находит поддержку в развитии своей политической карьеры у Фица. Он помогает жене, подсказывает ей необычные политические ходы.
Вице-президент Николс и сенатор Элизабет Норт плетут интриги против Сайруса Бина, используя скандал вокруг развязного поведения Майкла. Сайрус готов подать в отставку, однако Оливия находит решение конфликта в пышной свадьбе. В Белом доме происходит тайный переворот. Заговорщики во главе с Эндрю Николсом организуют похищение Оливии Поуп, заставляя ее поверить, что она содержится где-то на Ближнем Востоке. Президента шантажируют, угрожая убить Оливию, если он не развяжет войну с одним из африканских государств. Фиц готов на все ради любимой женщины. В это время ей почти удается сбежать из плена. Чтобы изменить расклад сил, она уговаривает похитителей выставить ее на аукцион на черном рынке через сеть Даркнет — ведь обладая ею, любой диктатор может влиять на решения президента США. Однако Сайрус Бин считает, что Оливия представляет угрозу для вопросов национальной безопасности и договаривается с ЦРУ и другими спецслужбами о плане по ее устранению.
Команда Оливии в попытках спасти начальницу из плена использует самые грязные методы, не останавливаясь ни перед чем, даже перед пыткой сенатора Элизабет Норт. В конце концов Эбби помогает подруге, связавшись с бывшим коллегой Стивеном Финчем, который сейчас работает на русских олигархов и помогает вытащить Оливию из лап похитителей.
После освобождения Оливия страдает от посттравматического расстройства, отказывается от общения и с Джейком, и с Фицем, и с головой погружается в работу. Ее новым принципом становится справедливость — в любом новом деле она, используя все свои возможности, пытается добиться справедливости. Она помогает добиться приговора полицейскому, застрелившему черного подростка. Способствует победе на выборах в сенат принципиальной матери-одиночки Сьюзен Росс, помогает военнослужащей ВМС США засудить адмирала флота за изнасилование. Но главная цель Оливии — рассекретить В613 и засадить за решетку своего отца. Роуэн недоволен этим обстоятельством и активно препятствует дочери, совершая еще больше убийств и преступлений. Попытка проведения слушаний по делу В613 заканчивается убийством всех присяжных. Роуэн шантажирует Гека, Сайруса и Мелли, подсылает к Оливии нового спецагента В613 Рассела, который едва не убивает Джейка и выведывает тайные планы Оливии и ее команды.
Мелли прилагает все усилия, чтобы победить на выборах губернатора штата Вирджиния — ее первой ступени на пути к Белому дому. Однако участие Мелли и ближайшего окружения в делах Роуэна, пусть и под угрозой шантажа, вызывает страшный гнев Фица. Он выгоняет жену из дома, а Сайруса отправляет в отставку, его место занимает Элизабет Норт.
Оливия находит способ упрятать почти неуязвимого отца за решетку, использовав его вторую личность сотрудника Смитсоновского музея, который превысил полномочия и допустил растрату бюджета. Джейк покидает Оливию, несмотря на то, что любит ее — ведь его миссия по охране закончена, а сердце любимой женщины принадлежит другому. Оливия возвращается к Фицу.

## Актёры и персонажи
| - Керри Вашингтон — Оливия Поуп - Скотт Фоли — Джейкоб «Джейк» Баллард - Дэрби Стэнчфилд — пресс-секретарь Белого дома Эбигейл «Эбби» Уилан - Кэти Лоус — Куинн Перкинс - Гильермо Диас — Диего «Гек» Муньос - Джефф Перри — глава аппарата Белого дома Сайрус Бин - Джошуа Малина — генеральный прокурор США Дэвид Роузен - Беллами Янг — первая леди Мелоди «Мелли» Грант - Тони Голдуин — президент США Фицджеральд «Фиц» Томас Грант III | - Порша де Росси — Элизабет Норт - Джо Мортон — Роуэн «Илай» Поуп - Мэттью Дель Негро — Майкл Амбрузо - Джордж Ньюберн — Чарли - Джон Тенни — вице-президент Эндрю Николс - Брайан Лэтчер — Том Ларсен - Артемис Пебдани — вице-президент Сьюзан Росс - Брайан Уайт — Франклин Рассел - Эрика Шаффер — телевизионный корреспондент - Пол Адельштейн — Лео Берген - Джесика Николь — Ким Муньос - Ханди Александер — Майа Льюис / Мари Уоллес - Джейсон Батлер Харнер — Иан Вудс / Иан МакЛеод - Чэд Донелла — Гас - Кейт Бертон — Салли Лэнгстон - Шармила Девар — Лорен Уэллман - Корнелиус Смит-младший — Маркус Уолкер - Маккензи Астин — Ноа Бейкер | - Келен Коулман — Кейт Уорнер - Джессика Так — сенатор Стефани Вон - Мэри Маккормак — Лиза Эллиотт - Джош Рэндалл — Джеймс Эллиотт - Соня Уолгер — Кэтрин Уинслоу - Мэри Маусер — Карен Грант - Кэрол Локателл — бывшая первая леди Битси Купер - Брайан Бенбен — Леонард Фрэнсис Карнеан - Майкл Трукко — сенатор Чарльз «Чип» Патни - Марла Гиббс — Роуз - Генри Иан Кьюсик — Стивен Финч - Кортни Б. Вэнс — Кларенс Паркер - Джимми Киммел в роли самого себя - Лина Данэм — Сьюзанн Томас - Эмили Бергл — Джанет Бин - Дэн Букатински — Джеймс Новак - Лорен Боулс — Хармони - Гленн Моршауэр — адмирал Джон Хоули - Дэн Берд — Верджил Планкетт |

## Производство
8 мая 2014 года ABC продлил сериал на четвёртый сезон. В конце апреля было объявлено, что Коламбус Шорт не вернется в четвёртый сезон по личным причинам, а в своем интервью Шонда Раймс заявила, что его персонаж будет убит. Также Раймс заявила, что сезон будет иметь значительное присутствие на центральном плане персонажа Дэрби Стэнчфилд. Также она отметила, что сезон будет фокусироваться на основных персонажах, в противоположность третьего сезона. Временной интервал трансляции тем временем был перенесен с 10 вечера четверга на час раньше, чтобы освободить место для новой драмы производства Раймс «Как избежать наказания за убийство».
23 июля 2014 года было объявлено, что Порша де Росси была приглашена на секретную роль в четверном сезоне. 18 августа Соня Уолгер присоединилась к шоу в ещё одной засекреченной роли, а несколько дней спустя и Мэттью Дель Негро в аналогичном статусе. Лорен Боулс в марте 2015 года получила роль сестры Мелли.

## Эпизоды
| № общий | № в сезоне | Название                                                              | Режиссёр            | Автор сценария                     | Дата премьеры    | Зрители в США (млн) |
| --- | ---------- | --------------------------------------------------------------------- | ------------------- | ---------------------------------- | ---------------- | ------------------- |
| 48 | 1          | «Randy, Red, Superfreak and Julia» «Рэнди, Рыжая, Суперфрик и Джулия» | Том Верика          | Шонда Раймс                        | 25 сентября 2014 | 12,16               |
| Через два месяца, после того как Оливия и Джейк покинули страну, чтобы быть вместе на тропическом острове, все меняется. После переизбрания на второй срок Фиц и Сайрус делают все возможное, чтобы принести пользу народу. Тем временем, Мелли пытается справиться с потерей сына, а команда распадается из-за отсутствия Оливии.                                                         |            |                                                                       |                     |                                    |                  |                     |
| 49 | 2          | «The State of the Union» «Послание к нации»                           | Эллисон Лидди-Браун | Хезер Митчелл                      | 2 октября 2014   | 10,70               |
| Фиц готовится к ежегодному Посланию к нации, главной темой которого должен стать вопрос об ужесточении контроля за оружием, и для успешного выступления президента Сайрус пытается привлечь на сторону Белого дома семейную пару, считающуюся крайне авторитетной в этом вопросе. Тем временем, пресса узнает о состоянии Мелли.                                                           |            |                                                                       |                     |                                    |                  |                     |
| 50 | 3          | «Inside the Bubble» «Внутри пузыря»                                   | Рэндал Зиск         | Мэтт Бирн                          | 9 октября 2014   | 9,52                |
| У старой подруги Оливии пропадает дочь, и она обращается за помощью к команде. Сайрус испытывает неловкость, неожиданно встретив недавнего знакомого, а Джейк использует свои связи, чтобы найти ответы на интересующие его вопросы. Тем временем, Мелли становится одержима новостной сенсацией, а Дэвид решается на неблаговидный поступок, чтобы выполнить поручение президента.        |            |                                                                       |                     |                                    |                  |                     |
| 51 | 4          | «Like Father, Like Daughter» «Какой отец, такая и дочь»               | Пол Маккрейн        | Марк Фиш                           | 16 октября 2014  | 9,90                |
| Фиц просит Оливию уладить ситуацию, которая может разрушить репутацию всей семьи Грантов. Тем временем, Роуэн приказывает своему старому знакомому довести до конца одну грязную работу, а Сайрус заходит все дальше в своих отношениях с Майклом. |            |                                                                       |                     |                                    |                  |                     |
| 52 | 5          | «The Key» «Ключ»                                                      | Пол Маккрейн        | Крис Ван Дьюсен                    | 23 октября 2014  | 9,98                |
| Команда продолжает расследование дела Кэтрин, а Оливия начинает беспокоиться, после того как Джейк перестает отвечать на ее звонки. Тем временем, Дэвид понимает истинную цену успеха в Вашингтоне, а Фиц ищет ответы на вопросы о смерти Джерри. |            |                                                                       |                     |                                    |                  |                     |
| 53 | 6          | «An Innocent Man» «Невиновный человек»                                | Жанно Шварц         | Захир Макги                        | 30 октября 2014  | 9,32                |
| К Оливии за помощью обращается осужденный убийца, который утверждает, что он невиновен, а Мелли очарована бывшей Первой леди, чья история поразительно похожа на ее собственную. Тем временем, Элизабет собирает все больше компромата на администрацию Белого дома, а Фиц решается на шокирующий поступок.                                                                                |            |                                                                       |                     |                                    |                  |                     |
| 54 | 7          | «Baby Made a Mess» «Малыш напроказничал»                              | Оливер Бокельберг   | Дженна Бэнс                        | 6 ноября 2014    | 9,82                |
| Оливия, так и не сумевшая поверить в виновность Джейка, отправляется на встречу с Томом, чтобы выведать у него необходимую информацию. Новый клиент Лео Бергена, оказавшийся старым знакомым Эбби, вызывает у нее целую гамму негативных чувств. Тем временем, Гек продолжает играть с огнем, Мелли делает смелый шаг, а Сайрус узнает, кто является таинственным сообщником Элизабет.     |            |                                                                       |                     |                                    |                  |                     |
| 55 | 8          | «The Last Supper» «Последний ужин»                                    | Джули Энн Робинсон  | Аллан Хейнберг                     | 13 ноября 2014   | 10,05               |
| Джейк и Фиц продолжают бороться за Оливию, однако она напоминает им, что у них есть цель поважнее - нейтрализовать Командира. Тем временем, Гек продолжает общаться со своим сыном, а Куинн следить за Кубиаком. В Белом доме Сайрус наконец уличает Элизабет Норт в том, что она собирает на него компромат, однако выясняется, что ее план гораздо масштабнее, чем кто-либо мог ожидать. |            |                                                                       |                     |                                    |                  |                     |
| 56 | 9          | «Where the Sun Don't Shine» «Там, где не светит солнце»               | Тони Голдуин        | Марк Уилдинг                       | 20 ноября 2014   | 10,14               |
| Командир как всегда оказывается на два шага впереди, и жизнь Оливии подвергается серьезной опасности. Тем временем, Сайрус сталкивается с последствиями своих поступков, а Гек и Куинн наконец выясняют истинные намерения Элизабет Норт, однако на то, чтобы остановить ее, времени уже не остается.                                                                                      |            |                                                                       |                     |                                    |                  |                     |
| 57 | 10         | «Run» «Беги»                                                          | Том Верика          | Шонда Раймс                        | 29 января 2015   | 10,48               |
| Мы узнаем, каким образом происходило похищение Оливии: что случилось, когда Джейк ушел в другую комнату; кто именно схватил Оливию; и куда ее забрали. Оливия начинает борьбу за свою жизнь. |            |                                                                       |                     |                                    |                  |                     |
| 58 | 11         | «Where's the Black Lady» «Где темнокожая леди?»                       | Дебби Аллен         | Рэмла Мохаммед                     | 5 февраля 2015   | 9,58                |
| Местоположение Оливии остается неизвестным, и все ее близкие люди собираются вместе, чтобы любой ценой отыскать ее и доставить домой целой и невредимой. |            |                                                                       |                     |                                    |                  |                     |
| 59 | 12         | «Gladiators Don't Run» «Гладиаторы не убегают»                        | Рэндал Зиск         | Пол Уилльямс Дэвис                 | 12 февраля 2015  | 9,32                |
| Оливии удается обойти своих похитителей, однако ее преимущество оказывается краткосрочным. Джейк, Гек и Куинн обращаются за помощью к старому знакомому, а Фиц, находящийся на пределе своих возможностей, посвящает Сайруса в ситуацию с Оливией. |            |                                                                       |                     |                                    |                  |                     |
| 60 | 13         | «No More Blood» «Больше никакой крови»                                | Рэндал Зиск         | Хезер Митчелл                      | 19 февраля 2015  | 9,62                |
| Аукцион, в котором главным лотом является Оливия, возобновляется, и команда продолжает бороться за ее спасение; однако в Белом доме существуют опасения, что они могут потерять Оливию навсегда. |            |                                                                       |                     |                                    |                  |                     |
| 61 | 14         | «The Lawn Chair» «Шезлонг»                                            | Том Верика          | Севериано Каналес                  | 5 марта 2015     | 9,57                |
| Трагедия, произошедшая в Вашингтоне, привлекает внимание всей нации. Тем временем, администрация Белого дома сталкивается с проблемой выбора нового вице-президента. |            |                                                                       |                     |                                    |                  |                     |
| 62 | 15         | «The Testimony of Diego Muñoz» «Показания Диего Муньоса»              | Эллисон Лидди-Браун | Марк Фиш                           | 12 марта 2015    | 8,24                |
| Дэвид Розен оказывается застигнутым врасплох, когда к нему на прием приходит посетитель, обладающий подлинными документами о деятельности В613, которые способны уничтожить как Белый Дом, так и фирму «Поуп и партнеры». |            |                                                                       |                     |                                    |                  |                     |
| 63 | 16         | «It's Good to Be Kink» «Хорошо быть странным»                         | Пол Маккрейн        | Мэтт Бирн                          | 19 марта 2015    | 7,79                |
| Оливия пытается предотвратить публикацию автобиографической книги начинающей писательницы, в которой раскрываются сексуальные секреты самых влиятельных людей Вашингтона. Тем временем, Дэвид делает первый шаг в выполнении своего плана по окончательному уничтожению В613. |            |                                                                       |                     |                                    |                  |                     |
| 64 | 17         | «Put a Ring on It» «Надень кольцо»                                    | Реджина Кинг        | Крис Ван Дьюсен                    | 26 марта 2015    | 8,06                |
| Майкл оказывается в крайне компрометирующей ситуации, и для исправления положения Оливии и ее команде приходится надавить на Сайруса, чтобы как можно скорее устроить их свадьбу с Майклом. |            |                                                                       |                     |                                    |                  |                     |
| 65 | 18         | «Honor Thy Father» «Уважай отца своего»                               | Жанно Шварц         | Севериано Каналес                  | 2 апреля 2015    | 7,27                |
| Дэвид пытается переманить бывших агентов В613 на свою сторону, чтобы собрать достаточно свидетельских показаний против их отдела, а Элизабет опасается того, что сестра Мелли может нанести ущерб их политическим устремлениям. Тем временем, к Оливии обращается конгрессмен, который просит помочь его отцу избежать смертной казни.                                                     |            |                                                                       |                     |                                    |                  |                     |
| 66 | 19         | «I'm Just a Bill» «Всего лишь законопроект»                           | Дебби Аллен         | Рэмла Мохаммед                     | 16 апреля 2015   | 7,86                |
| Роуэн возвращается в город с целью предотвратить расследование дела В613 любой ценой. Тем временем, Оливия узнает, что жена мэра убита, и в этом замешан ее давний знакомый. В Белом доме Фиц нуждается в поддержке вице-президента для принятия крайне важного законопроекта, однако обратившись к ней, он осознает, что она не та рохля, которой ее все считали.                         |            |                                                                       |                     |                                    |                  |                     |
| 67 | 20         | «First Lady Sings the Blues» «Первая леди поет блюз»                  | Дэвид Родригес      | Пол Уильям Дэвис                   | 23 апреля 2015   | 7,79                |
| Оливия и ее команда, выступившие против В613, оказываются в очень серьезной опасности, и им необходимо сделать все возможное, чтобы остаться в живых. В Белом доме Мелли находится в крайне подавленном состоянии, после того как народ не поддержал ее избирательной кампании в Сенат, и Сайрус вынужден встать на ее защиту.                                                             |            |                                                                       |                     |                                    |                  |                     |
| 68 | 21         | «A Few Good Women» «Несколько хороших женщин»                         | Оливер Бокельберг   | Севериано Каналес и Джесс Браунелл | 7 мая 2015       | 7,44                |
| Вице-президент Росс просит администрацию Белого дома защитить женщину, служащую на флоте, однако, после полученного отказа, она бросает вызов Фицу и Сайрусу и обращается за помощью к Оливии. Тем временем, Гек и Куинн должны заняться крайне грязным делом, чтобы получить ответы на вопросы о В613, а избирательная кампания Мелли продолжает сталкиваться с трудностями.              |            |                                                                       |                     |                                    |                  |                     |
| 69 | 22         | «You Can't Take Command» «Нельзя сместить Командира»                  | Том Верика          | Шонда Раймс и Марк Уилдинг         | 14 мая 2015      | 8,08                |
| Оливия и ее команда решаются на отчаянный поступок для того, чтобы сместить Командира и наказать его за все преступления В613. Тем временем, судьба Мелли полностью зависит от результатов выборов в Сенат. |            |                                                                       |                     |                                    |                  |                     |